# Хасая, Бадри
Бадри Хасая (груз. ბადრი ხასაია, род.24 сентября 1979) — грузинский борец греко-римского стиля, чемпион Европы, призёр чемпионатов мира.

## Биография
Родился в 1979 году в Кутаиси. В 1995 году стал серебряным призёром первенства мира среди кадетов. В 1998 году стал серебряным призёром первенства мира среди юниоров. В 1999 году стал чемпионом Европы среди юниоров.
В 2002 году стал чемпионом Европы и серебряным призёром чемпионата мира. В 2005 году стал бронзовым призёром чемпионата Европы. В 2007 году завоевал бронзовую медаль чемпионата мира. В 2008 году стал обладателем серебряной медали чемпионата Европы, но на Олимпийских играх в Пекине был лишь 16-м.